# Verónica (pel·lícula espanyola)
Verónica és una pel·lícula de terror espanyola estrenada el 2017 dirigida per Paco Plaza.
Per a la seva realització, el director ha comptat amb quatre joves debutants: Sandra Escacena, Bruna González, Clàudia Plaer i Iván Chavero, a més de la coneguda actriu Ana Torrent.
El guió de Paco Plaza i Fernando Navarro està inspirat en una història real (expedient Vallecas), que va tenir lloc als anys 1990 a Vallecas, Madrid.

## Argument
Any 1991. Verónica és una nena de 15 anys que viu amb la seva mare i tres germans en un apartament en el districte de classe treballadora de Vallecas, a Madrid. El seu pare va morir recentment i la seva mare treballa moltes hores en un bar per a mantenir a la família, deixant a Verónica a càrrec dels seus germans menors: les bessones Lucía i Irene, i Antoñito. En el dia de l'eclipsi solar, la seva mestra explica com algunes cultures antigues van usar eclipsis per a organitzar sacrificis humans i convocar esperits foscos.
Mentre l'escola es reuneix en la teulada per a veure l'eclipsi, Verónica, la seva amiga Rosa i la seva companya Diana ingressen al soterrani per a realitzar una sessió utilitzant una taula de ouija. Verónica vol contactar al seu difunt pare, i Diana vol acostar-se al seu difunt xicot, qui va morir en un accident de motocicleta. La taula respon immediatament, però Rosa i Diana retiren les seves mans del got quan comencen a notar que s'està reescalfant massa. La mà de Verónica hi roman, i en el moment de l'eclipsi, la tassa es trenca, tallant el seu dit i degotant sang en el tauler. Verónica deixa de respondre i de sobte solta un crit demoníac. Després de desmaiar-se, es desperta a la infermeria de l'escola, i una infermera li diu que probablement s'hagi desmaiat per deficiència de ferro.
Verónica comença a experimentar esdeveniments paranormals. En intentar menjar, sent com si una mà invisible li estigués impedint controlar les seves mans. De sobte apareixen marques d'urpes i mossegades al seu cos i escolta sorolls estranys. Els seus amics comencen a evitar-la. Buscant respostes, torna al soterrani de l'escola i troba a l'anciana monja cega de l'escola als qui els estudiants diuen «Germana Mort». Verónica li conta a la monja tot el succeït i aquesta li renya per fer una cosa tan perillosa i li explica que la sessió li va atribuir un esperit fosc; i que ara ella necessita protegir als seus germans. La monja tracta d'obligar l'esperit a deixar-la, però s'adona que tot el que fa no ajuda perquè l'esperit es vagi.
Verónica comença a dibuixar símbols vikings protectors per als nens, només perquè el dimoni no els destrueixi. Verónica en adonar-se que l'esperit estava ofegant Lucía intenta ajudar-la, però Lucía li diu a la seva mamà que va ser Verónica qui l'estava asfixiant. Aquesta nit, Verónica somia que els seus germans se l'estan menjant. Ella es desperta i descobreix que està en el seu primer període. Mentre neteja el seu matalàs, troba marques de cremades en la part inferior. Més tard, ella troba a cadascun dels matalassos dels nens una gran marca de cremades en forma de cos humà. La Germana Mort li diu que pot obligar els esperits a anar-se'n fent el que va fer malament. Verónica aprèn que és important acomiadar-se de l'esperit al final de la sessió. Ella li demana a Rosa i Diana que l'ajudin a tancar la sessió d'ouija que van obrir, però ambdues es neguen.
Desesperada, decideix realitzar la sessió amb els seus germans petits. Ella li dona a Antoñito un llibre perquè dibuixi els símbols de protecció en les parets, però canvia a la pàgina equivocada i en canvi dibuixa símbols d'invocació. Quan ella li diu a l'esperit que s'acomiadi, aquest es nega. Telefona a la policia quan l'esperit li arrabassa a Antoñito i ajuda a Lucía i Irene a escapar. Ella torna per a buscar al seu germà i el troba amagat i dient el seu nom. Al Verónica trobar-ho s'adona que ell no anirà amb ella a cap lloc. Verónica es mira en el mirall i veu al dimoni, adonant-se que ha estat posseïda pel dimoni tot el temps, i ha estat fent-los mal als seus germans. Ella intenta acabar la possessió tallant-se la gola, però el dimoni li ho impedeix. La policia entra per a ajudar i en entrar queda impressionats amb l'escena en veure a Verónica intentar penjar-se posseïda per un dimoni. Els metges la treuen a ella i a Antoñito mentre un detectiu commocionat observa l'escena. Mentre el detectiu mira una fotografia emmarcada de Verónica que de sobte es cala foc, se l'informa que va morir i cinc anys després, en 1996, es van produir informes d'activitat paranormal inexplicada a Madrid. S'explica que la pel·lícula es basa en els fets reals del primer informe policial a Espanya on un oficial certifica haver presenciat activitat paranormal.

## Repartiment
- Sandra Escacena és Verónica Gómez
- Bruna González és Lucía Gómez, la germana mitjana
- Claudia Placer és Irene Gómez, germana de Verónica
- Iván Chavero és Antoñito Gómez, germà petit
- Ana Torrent és Ana, la mare de Verónica
- Consuelo Trujillo és la Germana Mort
- Leticia Dolera és la professora d'Història
- Sonia Almarcha és la doctora
- Maru Valdivieso és Josefa
- Ángela Fabián és Rosa
- Carla Campra és Diana
- Samuel Romero és la criatura
- Gaspar Leyva Chamoso és el pare de Verónica.

## Premis
Premis Goya
| Any  | Categoria                 | Nominats                                                   | Resultat   |
| ---- | ------------------------- | ---------------------------------------------------------- | ---------- |
| 2017 | Millor Pel·lícula         | Verónica                                                   | Nominada   |
| 2017 | Millor Direcció           | Paco Plaza                                                 | Nominat    |
| 2017 | Millor Actriu Revelació   | Sandra Escacena                                            | Nominada   |
| 2017 | Millors Efectes Especials | Raúl Romanillos i David Heras                              | Nominats   |
| 2017 | Millor So                 | Aitor Berenguer, Gabriel Gutiérrez i Nicolás de Poulpiquet | Guanyadors |
| 2017 | Millor Guió Original      | Fernando Navarro i Paco Plaza                              | Nominats   |
| 2017 | Millor Música Original    | Eugenio Mira                                               | Nominat    |

Medalles del Cercle d'Escriptors Cinematogràfics
| Any  | Categoria            | Nominats                      | Resultat   |
| ---- | -------------------- | ----------------------------- | ---------- |
| 2017 | Millor guió original | Fernando Navarro i Paco Plaza | Nominats   |
| 2017 | Actriu revelació     | Sandra Escacena               | Guanyadora |
| 2017 | Millor muntatge      | Martí Roca                    | Guanyador  |
| 2017 | Millor música        | Eugenio Mira                  | Nominat    |

Premis Feroz
| Any  | Categoria                   | Nominats                      | Resultat |
| ---- | --------------------------- | ----------------------------- | -------- |
| 2017 | Millor Pel·lícula Dramàtica | Verónica                      | Nominada |
| 2017 | Millor Direcció             | Paco Plaza                    | Nominat  |
| 2017 | Millor Actriu Protagonista  | Sandra Escacena               | Nominada |
| 2017 | Millor Guió                 | Fernando Navarro i Paco Plaza | Nominats |
| 2017 | Millor Música Original      | Eugenio Mira                  | Nominat  |
| 2017 | Millor Tràiler              | Rafa Martínez                 | Nominat  |

Premis Fugaz
| Any  | Categoria            | Resultat |
| ---- | -------------------- | -------- |
| 2018 | Millor llargmetratge | Nominat  |